# Fàrfel
|  | No s'ha de confondre amb les croquetes de cigrons anomenades falafels.. |

El fàrfel (ídix: פֿאַרפֿל, farfl) és un plat elaborat amb farina i ou, de manera que forma una mena de pasta, típic asquenazita. S'elabora a partir de fideus d'ou que normalment es torren abans de cuinar-se. Es pot menjar en sopes o com a acompanyament.
Durant la festa jueva de la Pasqua, quan se segueixen normes nutricionals relacionades amb els cereals, el fàrfel matzah substitueix la versió a base d'ou; aquests fàrfels matzah consisteixen bàsicament en matzes trencades en petits trossos.
Baal Shem Tov, fundador del moviment hassidic, menjava farfel cada divendres a la nit perquè la paraula era similar al món farfaln que significa "esborrat, acabat i acabat". Considerava els fideus com a símbol de la fi de l'antiga setmana.